# Атомный полигон Бикини

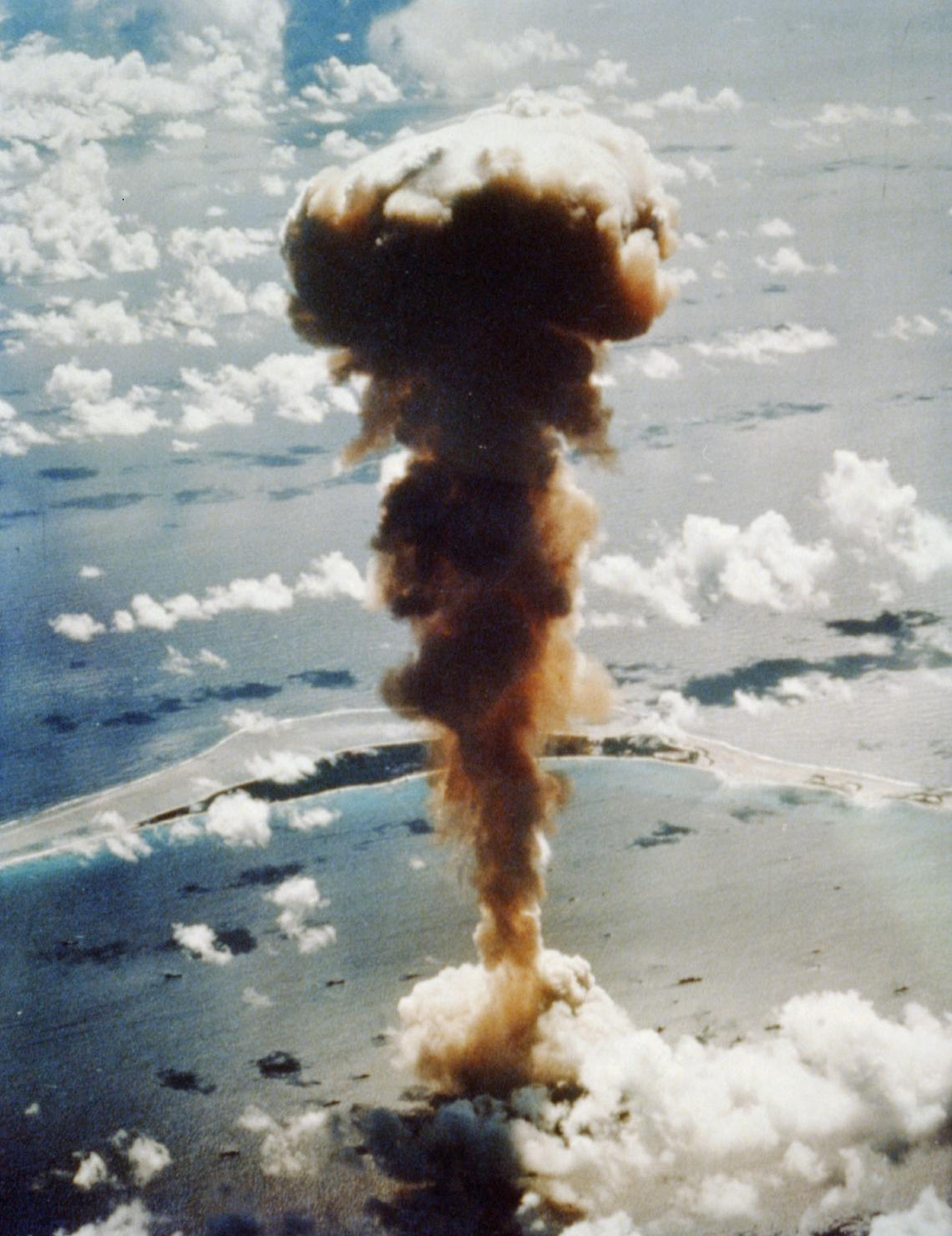
Аэрофотоснимок испытания Able: устройство мощностью 23 кт (96 ТДж) взорвалось 1 июля 1946 года на высоте 520 футов (160 м).

Во время ядерных испытаний на атолле Бикини Соединенными Штатами проведены 23 ядерных взрыва в период с 1946 по 1958 год вблизи от атолла Бикини на Маршалловых островах. Испытания проводились в рифе атолла, в море и в воздухе. Суммарная комбинированная мощность испытанного ядерного оружия составила 42,2 Мт в тротиловом эквиваленте.
Соединенные Штаты и их союзники начали гонку ядерных вооружений во время холодной войны с Советским Союзом. Первая серия испытаний над атоллом Бикини в июле 1946 года носила кодовое название «Операция „Перекрёсток“». Первая в серии испытаний бомба «Эйбл» была сброшена с самолёта 1 июля на территорию атолла Бикини. За ней последовала бомба «Бейкер». Ее взрыв привел к образованию большого облака Вильсона и поражению всех целевых кораблей. Химик-ядерщик Гленн. Т. Сиборг назвал второе испытание «первой в мире ядерной катастрофой».
Вторая серия испытаний в 1954 году носила кодовое название Castle. Первым взрывом был Castle Bravo. В этом испытании была взорвана бомба, созданная по новой технологии. Castle Bravo был взорван на рассвете 1 марта 1954 года. Но учёные просчитались: взрыв, достигнувший мощности в 15 Мт в тротиловом эквиваленте, намного превысил прогнозируемую мощность в 4-8 Мт. Это было примерно в 1000 раз мощнее, чем атомные бомбы, сброшенные на Хиросиму и Нагасаки во время Второй мировой войны. Власти были шокированы размером облака Вильсона. Многие записи с приборов, установленных для оценки эффективности взрыва, были уничтожены.
Власти пообещали жителям атолла Бикини, что те смогут вернуться к обычной жизни вскоре после окончания ядерных испытаний. Большинство семей согласились покинуть остров и вскоре были переселены на атолл Ронгерик, а затем на остров Кили. Оба места оказались непригодными для комфортной жизни. Властям Соединённых штатов пришлось оказывать жителям постоянную помощь. Несмотря на обещания властей, эти и последующие ядерные испытания (Redwing в 1956 году и Hardtack в 1958 году) сделали Бикини абсолютно непригодным для проживания, загрязнив почву и воду, тем самым сделав их непригодными для земледелия и рыболовства. Позже Соединенные Штаты выплатили потомкам 125 миллионов долларов в качестве компенсации за ущерб, причиненный программой ядерных испытаний и их перемещением с их родного острова. Исследование 2016 года показало, что уровни радиации на атолле Бикини достигают 639 мбэр/год (6,39 мЗв/год), что значительно превышает норму для безопасного проживания. Однако в 2017 году ученые Стэнфордского университета сообщили, что «в кратере атолла Бикини процветает фауна морского мира».

## Подготовка

### Переселение жителей

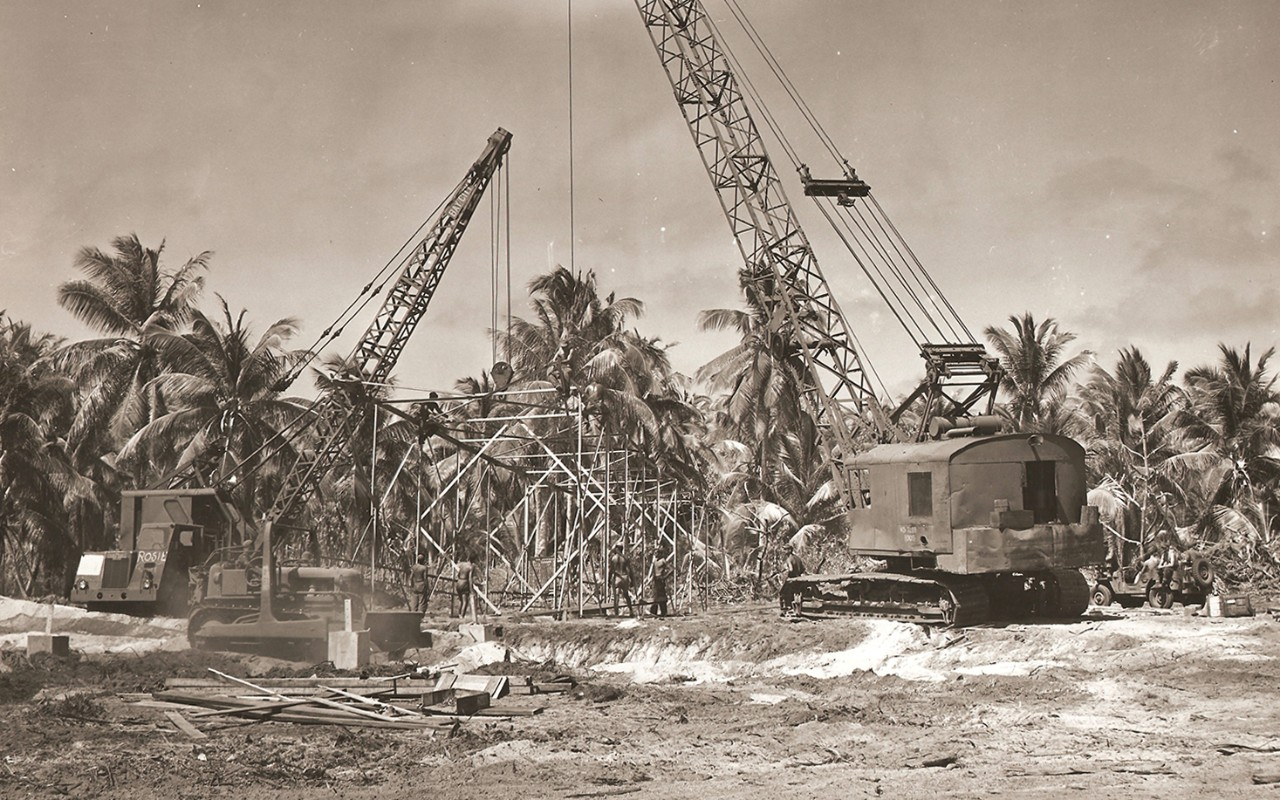
Члены 53-го военно-морского строительного батальона Сибиз строят вышки с видеокамерами перед испытанием атомной бомбы на атолле Бикини, июль 1946 года.

В феврале 1946 года правительство Соединенных Штатов предложило 167 микронезийским жителям атолла "временно переехать", чтобы можно было начать испытания атомных бомб без "плохих последствий". Девять из одиннадцати глав семей выбрали Ронгерик для переселения. Военно-морские строительные батальоны США (Navy seabees) помогли им разобрать их церковь, общественный дом и подготовиться к переселению. 7 марта 1946 года жители собрали часть своих личных вещей и строительные материалы. Их доставили на десантных кораблях ВМС 1108 и LST 861 к необитаемому атоллу Ронгерик, который был в шесть раз меньше атолла Бикини. Атолл Ронгерик был необитаем из-за проблем с нехваткой пресной воды и еды, а также из-за традиционных верований, что остров населяют девушки-демоны из Уджаэ. Военно-морской флот оставил им на несколько недель еды и воды, которых вскоре оказалось недостаточно.

### Военная служба

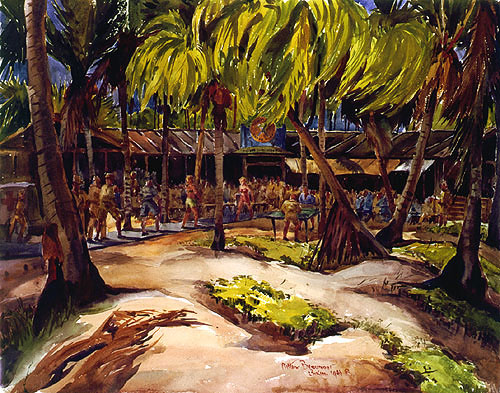
Клуб Cross Spikes, нарисованный военно-морским художником Артуром Бомонтом.

Соединенные Штаты собрали вспомогательный флот из 242 судов, который предоставил жилые помещения, экспериментальные станции и мастерские для более чем 42 000 человек. Острова в основном использовались в качестве мест отдыха и инструментальных средств. Сибис построили на острове бункеры, плавучие сухие доки, стальные башни для камер и записывающих приборов и другие объекты для поддержки военнослужащих. К ним относятся «Клуб офицеров Up and Atom» и «Клуб Cross Spikes», бар и заведение, созданное военнослужащими на острове Бикини в период с июня по сентябрь 1946 года. «Клуб» был немногим больше, чем небольшое здание под открытым небом. в котором подавали алкоголь военнослужащим и устраивали развлечения на свежем воздухе, в том числе стол для настольного тенниса. «Клуб Cross Spikes» был единственным развлечением, к которому военнослужащие имели доступ во время их пребывания в Бикини с июня по сентябрь.

### Кладбище кораблей
Военно-морской флот объявил лагуну атолла Бикини кладбищем кораблей, а затем ввел 95 кораблей, включая авианосцы, линкоры, крейсеры, эсминцы, подводные лодки, боевые транспорты и десантные корабли. Прокси-флот составлял бы шестой по величине военно-морской флот в мире, если бы корабли действовали. У всех было разное количество топлива, а у некоторых — боевые боеприпасы.

## Испытания оружия

### Операция Crossroads
Операция Crossroads состояла из двух взрывов, каждый мощностью 23 кт в тротиловом эквиваленте (96 ТДж). Эйбл был взорван над Бикини 1 июля 1946 года на высоте около 160 м, но был сброшен самолётом не точно по цели. Он потопил в лагуне только пять кораблей. Бейкер был взорван под водой на глубине 25 июля, потопив восемь кораблей. Второй подводный взрыв создал большое облако конденсата и залил корабли бо́льшим количеством радиоактивной воды, чем ожидалось. Многие из уцелевших кораблей были слишком загрязнены, чтобы их можно было снова использовать для испытаний, и были потоплены. Ядерный взрыв с воздуха поднял температуру морской воды на поверхности, создал взрывные волны со скоростью до 7,9 м/с, а ударные и поверхностные волны высотой до 30 м. Взрывные колонны достигли примерно дна лагуны.
Чарли был запланирован на 1947 год, но был отменен в первую очередь из-за неспособности ВМФ обеззаразить целевые корабли после испытания Бейкер. Чарли был перенесен на операцию «Вигвам», глубоководную операцию, проведенную в 1955 году у побережья Калифорнии.

### Операция Castle
Следующая серия испытаний на атолле Бикини носила кодовое название Castle (англ. Замок). Первым испытанием из этой серии стал Castle Bravo, новая конструкция с использованием термоядерной бомбы на сухом топливе. Она была взорвана на рассвете 1 марта 1954 года.
Ядерный взрыв мощностью 15 Мт в тротиловом эквиваленте намного превысил ожидаемую мощность в 4-8 Мт в тротиловом эквиваленте (прогнозировалось 6) и был примерно в 1000 раз мощнее, чем каждая из атомных бомб, сброшенных на Хиросиму и Нагасаки во время Второй мировой войны. Это устройство было самым мощным ядерным оружием, когда-либо взорванным Соединенными Штатами, и по энергии было чуть менее одной трети энергии Царь-бомбы, крупнейшей из когда-либо испытанных. Ученые и военные власти были шокированы размером взрыва, и многие инструменты, которые они установили для оценки эффективности устройства, были уничтожены.

### Загрязнения, вызванные бомбой Castle Bravo
Неожиданно большой взрыв привел к самому значительному радиологическому загрязнению, вызванному Соединенными Штатами. Через несколько минут после взрыва обломки начали падать на остров Эню атолла Бикини, где находился экипаж, запустивший устройство. Их счетчики Гейгера зафиксировали неожиданные осадки, и они были вынуждены укрыться в помещении на несколько часов, прежде чем стало безопасно для спасательной операции по воздуху.
Осадки продолжали распространяться по обитаемым островам атоллов Ронгелап, Ронгерик и Утрик. Жители атоллов Ронгелап и Ронгерик были эвакуированы военнослужащими через два дня после взрыва, но жители более удаленного атолла Утирик не были эвакуированы в течение трех дней. У многих из них вскоре стали проявляться симптомы острой лучевой болезни. Через три года они вернулись на острова, но были вынуждены снова переехать, когда оказалось, что они небезопасны.

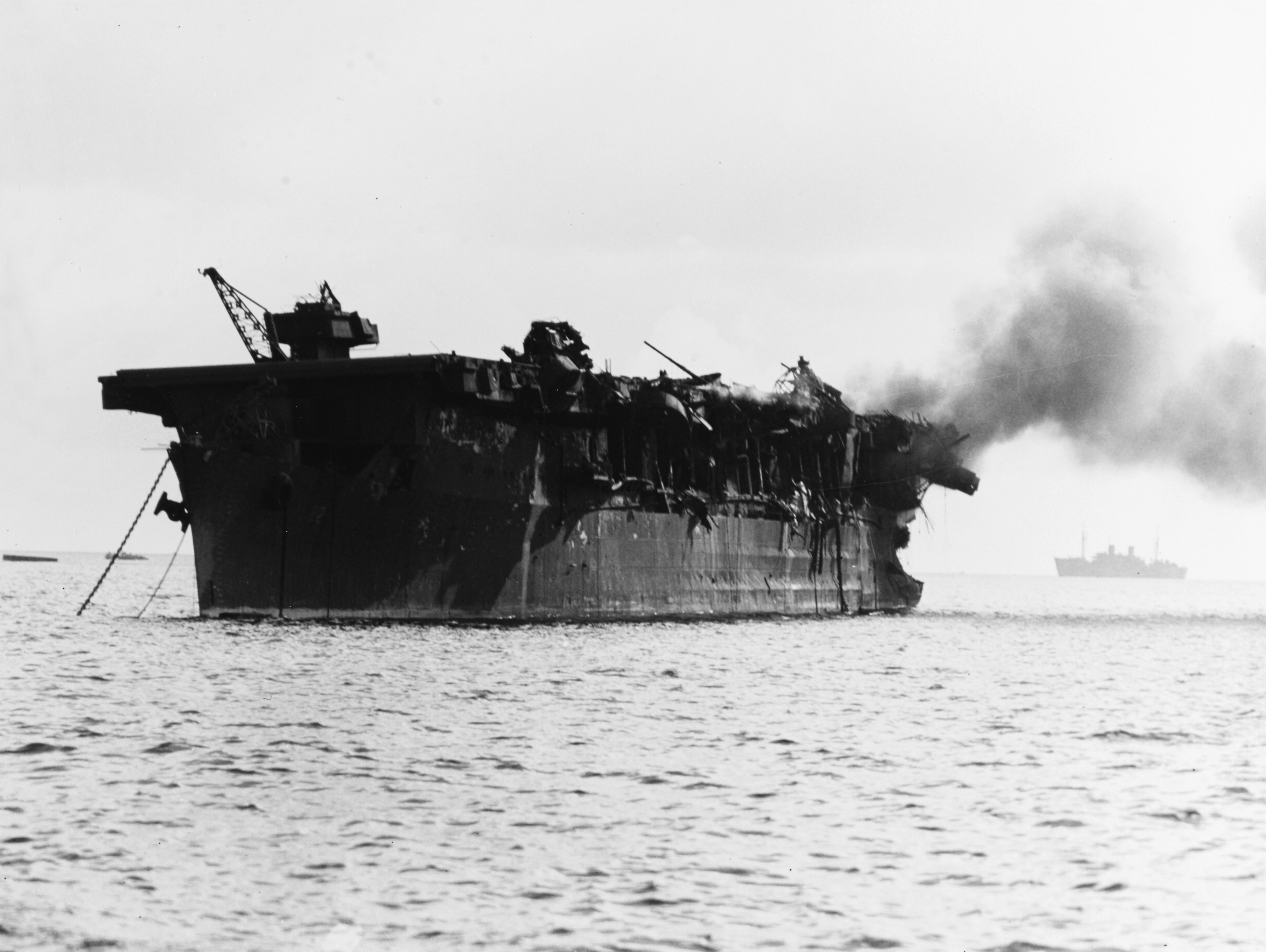
Легкий авианосец USS Independence (CVL-22) загорелся в районе кормы вскоре после испытания взрыва атомной бомбы в Бикини 1 июля 1946 года.
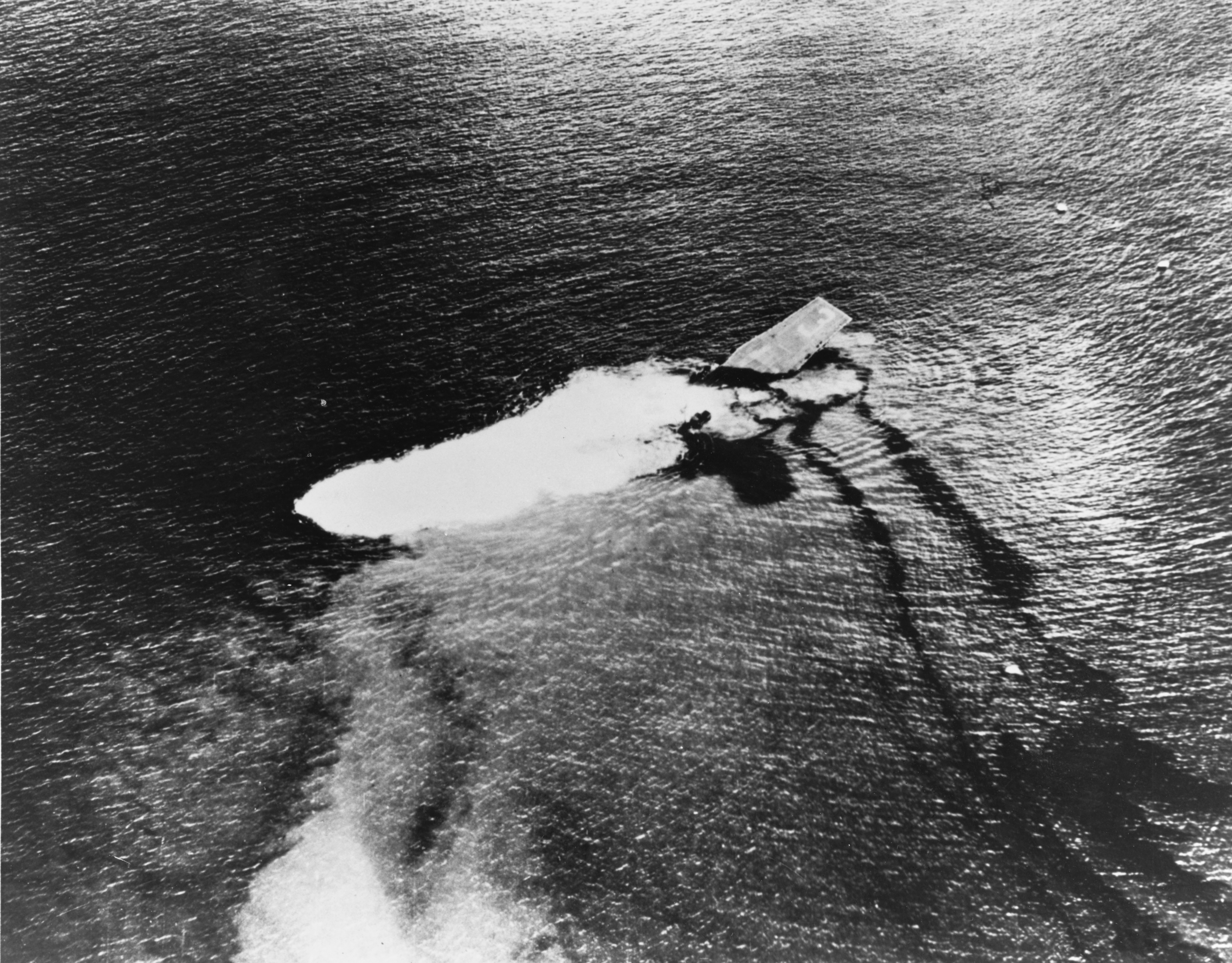
USS Saratoga (CV-3) тонет после операции Crossroads
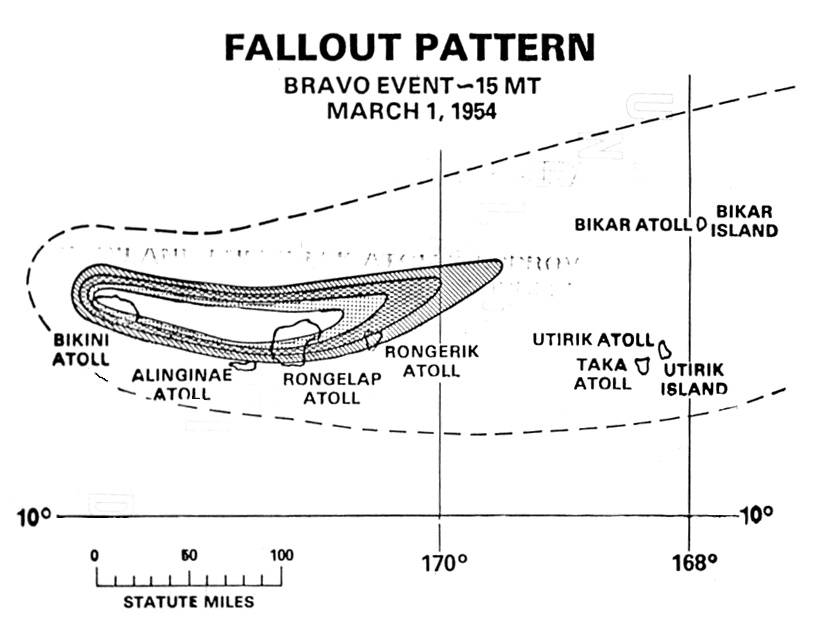
Путь шлейфа ядерных осадков после испытания Castle Bravo

Выпадение осадков постепенно распространилось по всему миру, оставив следы радиоактивного материала в Австралии, Индии, Японии и некоторых частях Соединенных Штатов и Европы. Это было секретным испытанием, но Castle Bravo быстро превратился в международный инцидент, повлёкший призывы к запрету испытаний термоядерного оружия в атмосфере.

### Пострадавшее местное население
Атолл Ронгелап был покрыт слоем до 2 см снегоподобных обломков облученного кальция и пеплом по всему острову. Практически все жители страдали тяжелой лучевой болезнью, включая зуд, болезненность кожи, рвоту, диарею и утомляемость. Их симптомы также включали жжение в глазах и отек шеи, рук и ног. Через три дня после испытания они были вынуждены покинуть острова, бросив все свои вещи. Правительство США перевезло их в Кваджалейн для лечения.
Через шесть дней после испытания Castle Bravo правительство запустило секретный проект по изучению медицинских эффектов оружия на жителей Маршалловых островов. Впоследствии Соединенные Штаты были обвинены в использовании жителей в качестве объектов медицинских исследований без получения их согласия на изучение последствий ядерного облучения. До этого времени Комиссия по атомной энергии мало задумывалась о потенциальном воздействии широко распространенного радиоактивного заражения, а также воздействии на здоровье и окружающую среду за пределами официально обозначенных границ испытательного полигона.

### Заражение японских рыбаков
Через 90 минут после взрыва 23 члена экипажа японского рыболовного судна «Фукурю Мару» («Счастливый дракон № 5») были загрязнены снегоподобными облученными обломками и пеплом. Они ничего не знали о взрыве и не понимали природы обломков; вскоре все они заболели острой лучевой болезнью. Один рыбак умер примерно через шесть месяцев, находясь под наблюдением врача; причиной его смерти стал ранее выявленный цирроз печени, усугубленный инфекцией гепатита С. Большинство медицинских экспертов считают, что члены экипажа заразились гепатитом С в результате переливания крови во время лечения острого лучевого синдрома.
Эдвард Теллер был одним из вдохновителей разработки водородной бомбы и архитектором испытаний на Маршалловом острове. После того, как средства массовой информации описали смерть рыбака как антиядерный призыв к оружию, Теллер прокомментировал: «Неразумно придавать такое большое значение смерти рыбака».

### Более поздние тесты
Затем последовала серия из 17 взрывов Redwing — 11 тестов на атолле Эниветак и шесть в Бикини. Жителям острова обещали, что они смогут вернуться домой в Бикини, но правительство отложило это на неопределенный срок, решив возобновить ядерные испытания в Бикини в 1954 году. В 1954, 1956 и 1958 годах в Бикини была взорвана ещё 21 ядерная бомба, что дает в общей сложности 75 Мт в тротиловом эквиваленте (310 ПДж), что эквивалентно более чем трем тысячам бомб Бейкер. Единственным воздушным взрывом был 3,8 Мт TNT Redwing Cherokee. Воздушные взрывы распространяют радиоактивные осадки на большой площади, а наземные взрывы вызывают интенсивные локальные осадки. За этими испытаниями последовали испытания Hardtack с 33 взрывами, которые начались в конце апреля 1958 года. Последние из десяти испытаний были проведены на атолле Бикини 22 июля 1958 года.

### Затонувшие корабли
- Saratoga CV-3 — авианосец
- BB-33 — линкор

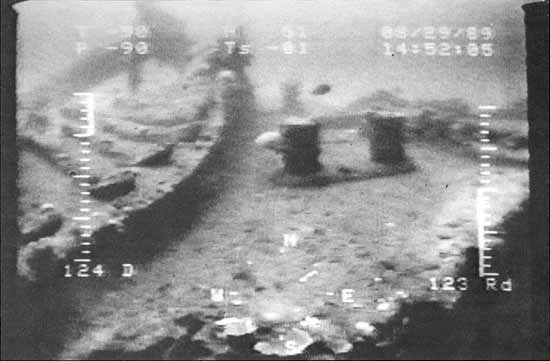
Затопленный APA-69 в атолле Бикини. 1989 г.

- Gilliam APA-57 — атакующий транспорт
- Carlisle APA-69 — атакующий транспорт
- Lamson DD-367 — эсминец
- Anderson DD-411 — эсминец
- Apogon SS-308 — субмарина
- Pilotfish SS-386 — субмарина
- Nagato — линкор
- Sakawa — легкий крейсер
- Prinz Eugen — тяжелый крейсер (опрокинулся на поверхности лагуны атолла Кваджалейн)

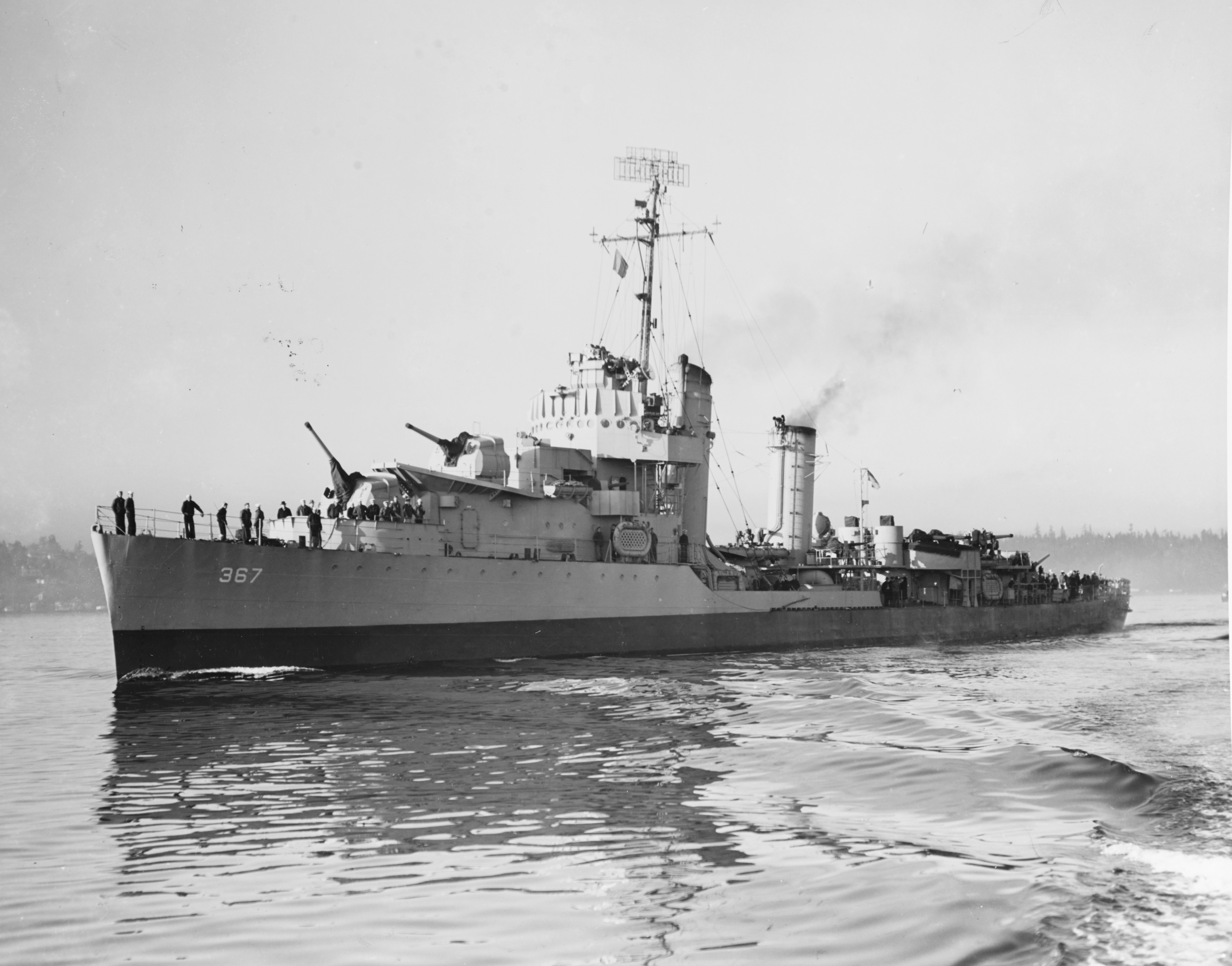
Lamson DD-367

## Проблемы с переселением

### Стратегическая подопечная территория
В 1947 году Соединенные Штаты обратились в Совет Безопасности Организации Объединённых Наций с петицией о признании островов Микронезия Стратегической подопечной территорией Организации Объединённых Наций. Это было единственное стратегическое доверие, когда-либо оказанное Советом Безопасности. ВМС США контролировали траст из штаб-квартиры на Гуаме до 1951 года, когда управление взяло на себя Министерство внутренних дел с базой на Сайпане. Директива предусматривала, что США будут «способствовать экономическому развитию и самодостаточности жителей» и «защищать жителей от потери их земель и ресурсов».
Жители атолла Бикини остались одни на атолле Ронгерик с июля 1946 года по июль 1947 года. Леонард Э. Мейсон, антрополог из Гавайского университета, посетил островитян на атолле Ронгерик в январе 1948 года и обнаружил, что они голодают. В конце 1947 года группа американских исследователей пришла к выводу, что островитян необходимо немедленно переселить. Пресса со всего мира резко критиковала ВМС США за их игнорирование. Обозреватель Гарольд Икес писал, что «туземцы фактически и буквально умирают от голода».
Затем военно-морской флот выбрал атолл Уджеланг в качестве временного дома, и несколько молодых людей из населения атолла Бикини начали строительство жилых домов. Но трастовые органы США решили использовать атолл Эниветак в качестве второго полигона для испытаний ядерного оружия, и они переселили жителей Эниветака на атолл Уджеланг в дома, построенные для жителей острова Бикини.
В марте 1948 года 184 истощенных островитянина Бикини были временно переселены на атолл Кваджалейн. В июне 1948 года жители Бикини выбрали остров Кили в качестве постоянного дома. Остров (0,093 км²) — один из самых маленьких в цепи Маршалловых островов; он был необитаем и им не правил верховный иройдж (король). Островитяне Бикини переехали туда в ноябре 1948 года.

### Возвращение на остров Бикини
Президент Линдон Б. Джонсон пообещал 540 семьям атолла Бикини, живущим на Кили и других островах, в июне 1968 года, что они смогут вернуться в свой дом, основываясь на научных рекомендациях о том, что уровни радиации были достаточно снижены. Но Комиссия по атомной энергии узнала, что кокосовые крабы, важный источник пищи, сохраняют высокий уровень радиоактивности, и их нельзя есть. В результате Совет Бикини проголосовал за отсрочку возвращения на остров.
В 1987 году несколько старейшин Бикини вернулись на остров, чтобы восстановить старые владения. Строительные бригады начали строительство отеля на Бикини и установили генераторы, опреснители и линии электропередач. На острове Эню все ещё существует взлетно-посадочная полоса из кораллов и песка.
Три большие семьи вернулись на свой родной остров в 1972 году, несмотря на риск, и в итоге в общей сложности на атолл вернулось около 100 человек. Но 10 лет спустя группа французских ученых обнаружила, что некоторые колодцы были слишком радиоактивными для использования, и определила, что пандан и хлебное дерево также опасны для употребления в пищу человеком. У женщин случались выкидыши, мертворождения и генетические аномалии у детей. Управляемая США Стратегическая подопечная территория решила, что островитяне должны быть эвакуированы с атолла во второй раз.

### Вторая эвакуация
11-летний мальчик, родившийся в Бикини в 1971 году, умер от рака, связанного с радиационным облучением. Записи, полученные Трибуналом по рассмотрению ядерных претензий Маршалловых Островов, позже показали, что доктор Роберт Конард, руководитель медицинской группы Брукхейвенской национальной лаборатории (BNL) на Маршалловых островах, недооценил риск возвращения на атолл. Затем BNL заключила контракт с доктором Конрадом Котради на лечение жителей Маршалловых островов. В 1977 году он написал 14-страничный отчет для BNL, в котором подверг сомнению точность предыдущей работы Брукхейвена по островам. Жители атолла Бикини перестали доверять официальным отчетам американских ученых.
Специальная консультативная группа Международного агентства по атомной энергии (МАГАТЭ) по бикини в 1997 году определила, что «перемещаться по всем островам безопасно» и что уровень остаточной радиоактивности «не опасен для здоровья». Они также заявили, что «основной радиационный риск связан с пищей», но добавили, что периодическое употребление в пищу кокосов или плодов хлебного дерева с острова Бикини безопасно. По оценкам МАГАТЭ, проживание на атолле и употребление местной пищи приведет к эффективной дозе около 15 мЗв / год.
Лидеры сообщества Бикини с начала 1980-х годов настаивали на том, чтобы верхние 15 дюймов (38 см) земли были выкопаны со всего острова. Ученые отвечали, что удаление почвы избавит остров от цезия-137, но также нанесет серьёзный ущерб окружающей среде, превратив атолл практически в пустошь из продуваемого ветрами песка. Совет Бикини неоднократно заявлял, что удаление верхнего слоя почвы — это единственный способ гарантировать безопасные условия жизни для будущих поколений.
В 1997 году исследователи обнаружили, что доза, полученная от фонового излучения на острове, составляла от 2,4 мЗв / год (естественный радиационный фон) до 4,5 мЗв / год, если исходить из того, что жители потребляли диету из импортных продуктов. Местные запасы продовольствия все ещё облучены, и группа не рекомендовала переселять остров. В отчете МАГАТЭ за 1998 год было указано, что в Бикини по-прежнему небезопасно для проживания из-за высокого уровня радиации.
Исследование 2002 года показало, что кораллы внутри кратера Браво частично восстановились. Зои Ричардс из Центра передового опыта по изучению коралловых рифов ARC и Университета Джеймса Кука наблюдала матрицы ветвящихся кораллов Porites высотой до 8 метров.

### Компенсация и возмещение
Островитяне Бикини впервые подали в суд на Соединённые Штаты в 1975 году, потребовав радиологического исследования северных островов. В 1975 году Соединённые Штаты учредили Гавайский трастовый фонд для людей Бикини на общую сумму 3 миллиона долларов. Жители были выселены с острова в 1978 году, и правительство добавило в этот фонд 3 миллиона долларов и создало Целевой фонд переселения для жителей Бикини, имевший 20 миллионов долларов на 1982 год. Правительство добавило ещё 90 миллионов долларов в этот фонд, чтобы заплатить за уборку, реконструировать дома и сооружения и переселить островитян на острова Бикини и Эню.
В 1983 году США и жители Маршалловых островов подписали Договор о свободной ассоциации, который предоставил Маршалловым островам независимость. Соглашение вступило в силу в 1986 году и впоследствии было изменено Соглашением с поправками, вступившим в силу в 2004 году. Также был учрежден Трибунал по ядерным искам, должный выносить решения о компенсациях жертвам и семьям, пострадавшим от программы ядерных испытаний. Раздел 177 договора предусматривает возмещение ущерба жителям острова Бикини и другим северным атоллам. 75 миллионов долларов, должны были быть выплачены в течение 15 лет. 5 марта 2001 года Суд по ядерным искам вынес решение против Соединенных Штатов о возмещении ущерба островам и их жителям.
Выплаты начались в 1987 году, когда 2,4 миллиона долларов ежегодно выплачивались всему населению Бикини, а оставшиеся 2,6 миллиона долларов выплачивались в трастовый фонд Bikini Claims Trust Fund. Этот траст призван существовать бессрочно и обеспечивать островитянам ежегодную выплату 5 % от траста. Соединённые Штаты предоставили 150 миллионов долларов в качестве компенсации за ущерб, причиненный программой ядерных испытаний и их перемещением с их родного острова.
К 2001 году 70 из 167 переселенных жителей были живы, а общая численность населения выросла до 2800 человек. Большинство островитян и их потомков живут на Кили, в Маджуро или в Соединенных Штатах. На атолле Бикини родилось всего несколько живых людей. Большинство младших потомков там никогда не жили и даже не бывали. Население растет на 4%, поэтому все больше людей пользуются условиями Договора о свободной ассоциации Маршалловых островов, которые позволяют им получить работу в Соединенных Штатах.

## Восстановление морской экосистемы
Профессор Стэнфордского университета Стив Палумби в 2017 году провёл исследование, в котором сообщалось об океанской жизни, которая кажется очень устойчивой к последствиям радиационного отравления. Команда описала существенное разнообразие морской экосистемы, при этом невооруженным глазом животные кажутся здоровыми. По словам Палумби, "в лагуне атолла множество косяков рыб, кружащихся вокруг живых кораллов. Неожиданным образом они защищены историей этого места: популяции рыб у атолла богаче, чем в некоторых других местах, потому, что они были оставлены в покое; акулы многочисленны, а кораллы большие. Это замечательная среда, довольно странная." Как кораллы, так и долгоживущие животные, такие как кокосовые крабы, должны страдать от рака, вызванного радиацией. Понимание того, почему они в порядке, может привести к прогрессу в изучении сохранения ДНК. Памбули отмечает, что атолл Бикини является «ироничным местом для исследований, которые могут помочь людям жить дольше». PBS задокументировала полевые работы, проведенные Палумби и его аспиранткой Элорой Лопес на атолле Бикини во втором эпизоде («Насилие») их сериала Big Pacific. В эпизоде исследуются «виды, природные явления и поведение Тихого океана», а также то, как команда использует секвенирование ДНК для изучения скорости и характера мутаций. Лопес предложил The Stanford Daily возможные объяснения здоровья морской флоры и фауны, такие как механизм восстановления ДНК, который мощнее человеческого аналога, или метод поддержания неизменности генома при наличии высокой радиации.
Этот район фактически превратился в незапланированный заповедник морской жизни; это также произошло в Европе в Чернобыльской зоне отчуждения, где снятие антропогенного воздействия положительно сказалось на экосистеме заповедника, что значительно превысило негативные последствия радиации. У большинства рыб относительно короткая продолжительность жизни, и Палумби предположил, что "возможно, наиболее пострадавшая рыба вымерла много десятилетий назад … а рыбы, обитающие на атолле Бикини сегодня, подвержены только низким уровням радиационного облучения, поскольку они часто плавают в море и выходят из него — атолла ". У акул-медсестер два спинных плавника, но команда Палумби наблюдала акул с одним плавником и предположила, что они могут быть мутациями. Памбули и его команда сосредоточились на крабах размером с колпак, поскольку их кокосовая диета загрязнена радиоактивным цезием-137 из грунтовых вод, и на кораллах, потому что у обоих более продолжительная продолжительность жизни, что позволяет ученым «вникнуть в то, какое влияние радиационное облучение оказало на ДНК животных после того, как оно накопилось в их системах в течение многих лет».
Атолл Бикини остается непригодным для проживания людей из-за того, что репортёр Организации Объединённых Наций Кэлин Георгеску назвал «почти необратимым загрязнением окружающей среды». Уровни гамма-излучения в 2016 году составили в среднем 184-1 (1,84 мЗв / год), значительно выше максимально допустимого для проживания человека, тем самым делая воду, морепродукты и растения небезопасными для употребления в пищу человеком. Тимоти Йоргенсен сообщает о повышенном риске рака среди жителей близлежащих островов, особенно лейкемии и рака щитовидной железы.

## Воздействие на здоровье
Жители Маршалловых островов, особенно ближайшие к атоллу Бикини, подверглись воздействию высоких уровней радиации. Наиболее высокие уровни радиационного облучения были обнаружены в зонах локальных выпадений. Осадки, вызванные ядерными испытаниями, могут повлиять на человеческое население внутри или снаружи. Внешнее облучение происходит от проникающих гамма-лучей, исходящих от частиц на земле. Уровни внешнего радиационного облучения можно снизить, находясь в помещении, поскольку здания действуют как щит. Вдыхание радиоактивных осадков и эпидермальное поглощение являются основными способами облучения. Однако наибольшее воздействие происходит в результате употребления пищи, зараженной радиоактивными осадками. Жители островов будут употреблять в пищу мясо или продукты облученных животных, таким образом облучая потребителей. Пища, доставляемая на острова, также подвергалась загрязнению через зараженную кухонную утварь. Многие молочные продукты, такие как молоко и йогурт, были загрязнены в результате попадания радионуклидов на пастбища. Йод-131, высокорадиоактивный изотоп, многие глотали или вдыхали в различных формах. Потребляемый йод-131 будет концентрироваться в щитовидной железе.
На Маршалловых островах взрыв Браво стал причиной большей части радиационного облучения окружающего населения. Уровни осадков, приписываемые тесту Castle Bravo, являются самыми мощными в истории человечества. Воздействие радиоактивных осадков было связано с увеличением вероятности нескольких типов рака, таких как лейкемия и рак щитовидной железы. Взаимосвязь между уровнями I-131 и раком щитовидной железы продолжает изучаться. Также существуют корреляции между уровнями воздействия радиоактивных осадков и такими заболеваниями, как заболевание щитовидной железы, такое как гипотиреоз. Население Маршалловых островов, подвергшееся значительному воздействию радионуклидов, имеет гораздо больший риск развития рака. Испытательный взрыв Браво произвел взрыв примерно 15 Мт в тротиловом эквиваленте, и население, проживающее рядом с полигоном, подверглось воздействию высоких уровней радиации, что привело к легкой лучевой болезни у многих (тошнота, рвота, диарея). Несколько недель спустя многие люди начали страдать от алопеции (выпадения волос) и кожных повреждений. У женского населения Маршалловых Островов смертность от рака шейки матки в шестьдесят раз выше, чем у сопоставимого населения материковой части Соединенных Штатов. У населения островов также в пять раз выше вероятность смертности от груди или желудочно-кишечного тракта, а смертность от рака легких в три раза выше, чем население материка.Смертность от рака легких среди мужского населения на Маршалловых островах в четыре раза выше, чем в целом по США, а уровень смертности от рака полости рта в десять раз выше.
Предполагается, что существует связь между уровнем радиации и функционированием женской репродуктивной системы.

## Примечание
1. ↑  Bikini Atoll (англ.). Дата обращения: 26 августа 2021. Архивировано 17 августа 2021 года.
2. ↑  Operation Castle. nuclearweaponarchive.org. Дата обращения: 26 августа 2021.
3. ↑  Bikini History. www.bikiniatoll.com. Дата обращения: 26 августа 2021. Архивировано 25 июня 2007 года.
4. 1 2  United States. Joint Task Force One. Operation Crossroads, the official pictorial record. — New York, W.H. Wise & Co., inc., 1946. — 240 с.
5. ↑  Operation Crossroads: Bikini Atoll. Navy Historical Center. Department of the Navy. Дата обращения: 4 декабря 2013. Архивировано из оригинала 21 мая 2000 года.
6. 1 2  Ruth Levy Guyer. Radioactivity and Rights // American Journal of Public Health. — 2001-9. — Т. 91, вып. 9. — С. 1371–1376. — ISSN 0090-0036. Архивировано 9 марта 2021 года.
7. ↑  Wayback Machine. web.archive.org (26 марта 2009). Дата обращения: 26 августа 2021. Архивировано 26 марта 2009 года.
8. ↑  Wayback Machine. web.archive.org (29 октября 2013). Дата обращения: 26 августа 2021. Архивировано 29 октября 2013 года.
9. ↑  John C. Clark as told to Robert Cahn. Trapped by Radioactive Fallout, Saturday Evening Post (июль 1957). accessed Feb 20, 2013
10. ↑  Les cobayes du Dr Folamour. Le Monde.fr (фр.). 22 июня 2009. Архивировано 28 апреля 2014. Дата обращения: 26 августа 2021.
11. 1 2  The Ghost Fleet of Bikini Atoll. Military History. 9 августа 2010. A&E Television Networks. Архивировано из оригинала 12 марта 2012. Дата обращения: 4 мая 2012. Источник. Дата обращения: 26 августа 2021. Архивировано из оригинала 12 марта 2012 года.
12. ↑  DeGroot 2004, pp. 196—198
13. 1 2  Gidley, Isobelle. The Rainbow Warrior Affair / Isobelle Gidley, Richard Shears. — Unwin, 1986. — P. 155.
14. ↑  Gerald H. Clarfield and William M. Wiecek (1984). Nuclear America: Military and Civilian Nuclear Power in the United States 1940—1980, Harper & Row, New York, p. 207.
15. ↑  Establishment of Program 4 and Project 4.1 in Castle. James Reeves to Frank D. Peel (11 марта 1954). Архивировано из оригинала 27 сентября 2006 года.
16. ↑  Lorna Arnold and Mark Smith. (2006). Britain, Australia and the Bomb, Palgrave Press, p. 77.
17. ↑  Rhodes, Richard (1995). Dark Sun: The Making of the Hydrogen Bomb. New York: Simon and Schuster. ISBN 0-684-80400-X. pg 542
18. ↑  As I See It: Gov't must delve deeper into radiation exposure from Bikini Atoll incident. Архивировано 24 мая 2014 года.
19. ↑  Hansen, Chuck. Volume VII: The Development of US Nuclear Weapons. — Sunnyvale, California : Chukelea Publications, 1995. — ISBN 978-0-9791915-1-0.
20. ↑  Maier, Thomas (21 августа 2009). Brookhaven team minimized risks in return to Bikini. Newsday. Архивировано 18 января 2012. Дата обращения: 26 августа 2021.
21. ↑  Elliott, Steve (22 мая 1988). Researchers explore ways to rid islands of lingering radiation. Lawrence Journal-World. Vol. 130, no. 143. The Associated Press. p. 7A. Архивировано 26 августа 2021. Дата обращения: 26 августа 2021.
22. ↑  Robison, WL; Noshkin VE; Conrado CL; Eagle RJ; Brunk JL; Jokela TA; Mount ME; Phillips WA; Stoker AC; Stuart ML; Wong KM (1997). The Northern Marshall Islands Radiological Survey: Data and Dose Assessments. Health Physics. 73 (1): 37–48. doi:10.1097/00004032-199707000-00004. PMID 9199217.
23. ↑  Richards, Z. T; Beger, M; Pinca, S; Wallace, C. C (Mar 2008). Bikini Atoll coral biodiversity resilience five decades after nuclear testing. Mar Pollut Bull. 56 (3): 503–15. doi:10.1016/j.marpolbul.2007.11.018. PMID 18187160.
24. ↑  U.S. Reparations for Damages. Bikini Atoll. Дата обращения: 12 августа 2013. Архивировано 16 октября 2013 года.
25. ↑  Niedenthal, Jack. A Short History of the People of Bikini Atoll. Дата обращения: 7 августа 2013. Архивировано 25 июня 2007 года.
26. ↑  Guyer, Ruth Levy (September 2001). Radioactivity and Rights. American Journal of Public Health. 91 (9, issue 9): 1371–1376. doi:10.2105/AJPH.91.9.1371. PMC 1446783. PMID 11527760.
27. 1 2 3 4  Roy, Eleanor Ainge (15 июля 2017). 'Quite odd': coral and fish thrive on Bikini Atoll 70 years after nuclear tests. The Guardian. Архивировано 15 июля 2017. Дата обращения: 26 августа 2021.
28. ↑  Keating, Fiona (15 июля 2017). 'Remarkable': Scientists amazed by thriving marine life at Bikini Atoll site where 23 atomic bombs were dropped. The Independent. Архивировано 15 июля 2017. Дата обращения: 26 августа 2021.
29. 1 2 3  Rice, Doyle (6 июля 2017). Can coral get cancer? Research examines Bikini Atoll, where U.S. dropped 23 atomic bombs. USA Today. Архивировано 10 июля 2017. Дата обращения: 26 августа 2021.
30. 1 2  Xuequan, Mu (2 июля 2017). Stanford researchers exploring how corals of Bikini Atoll survive nuke tests. Xinhuanet. Архивировано 2 июля 2017. Дата обращения: 26 августа 2021.
31. ↑  Jordan, Rob. Corals May Hold Cancer Insights. Stanford Woods Institute for the Environment (28 июня 2017). Дата обращения: 15 июля 2017. Архивировано из оригинала 12 сентября 2017 года.
32. 1 2  Lippert, ZaZu (14 июля 2017). Bikini Atoll corals may give insight into cancer treatment. The Stanford Daily. Архивировано 14 июля 2017. Дата обращения: 26 августа 2021.
33. ↑  Mycio, Mary (Январь 2013). Do Animals in Chernobyl's Fallout Zone Glow?. Slate. Архивировано 31 июля 2017. Дата обращения: 26 августа 2021.
34. ↑  Семашко, В. Много ли в чернобыльской зоне двуглавых телят? Чернобыль.инфо (13 апреля 2006). Архивировано 4 октября 2007 года.
35. ↑  Декола, Н. Адреналин-шоу. Советская Белоруссия (15 марта 2002). Дата обращения: 29 апреля 2016. Архивировано 5 мая 2016 года.
36. ↑  Johnston, Barbara Rose (17 сентября 2012). Nuclear Betrayal in the Marshall Islands. CounterPunch. Архивировано 16 апреля 2015. Дата обращения: 26 августа 2021.
37. ↑  Johnson, Giff (1 марта 2014). Islanders afraid to go home 60 years after Bikini Atoll H-bomb. phys.org. Архивировано 27 сентября 2015. Дата обращения: 26 августа 2021.
38. ↑  Bordner, Autumn S.; Crosswell, Danielle A.; Katz, Ainsley O.; Shah, Jill T.; Zhang, Catherine R.; Nikolic-Hughes, Ivana; Hughes, Emlyn W.; Ruderman, Malvin A. (2016). Measurement of background gamma radiation in the northern Marshall Islands. Proc. Natl. Acad. Sci. U.S.A. 113 (25): 6833–6838. doi:10.1073/pnas.1605535113. PMC 4922173. PMID 27274073.
39. ↑  Sumner, Thomas (6 июня 2016). Bikini Atoll radiation levels remain alarmingly high. Science News. Архивировано 7 марта 2017. Дата обращения: 26 августа 2021.
40. 1 2  Jorgensen, Timothy J. Strange Glow: The Story of Radiation. — Princeton University Press, 2017. — ISBN 9780691178349.
41. 1 2  Fallout Radiation And Growth. The British Medical Journal. 1 (5496): 1132. 1 января 1966. doi:10.1136/bmj.1.5496.1132-a. JSTOR 25407693. PMC 1844058. PMID 20790967.
42. 1 2 3  Simon, Steven L.; Bouville, André; Land, Charles E. (1 января 2006). Fallout from Nuclear Weapons Tests and Cancer Risks: Exposures 50 years ago still have health implications today that will continue into the future. American Scientist. 94 (1): 48–57. doi:10.1511/2006.57.982. JSTOR 27858707.
43. ↑  Radioactive Fallout in the Marshall Islands. Science. 122 (3181): 1178–1179. 1 января 1955. doi:10.1126/science.122.3181.1178. JSTOR 1749478. PMID 17807268.
44. 1 2 3  Lauerman, John F.; Reuther, Christopher (1 января 1997). Trouble in Paradise. Environmental Health Perspectives. 105 (9): 914–919. doi:10.2307/3433870. JSTOR 3433870. PMC 1470349. PMID 9341101.
45. ↑  Grossman, Charles M.; Morton, William E.; Nussbaum, Rudi H.; Goldberg, Mark S.; Mayo, Nancy E.; Levy, Adrian R.; Scott, Susan C. (1 января 1999). Reproductive Outcomes after Radiation Exposure. Epidemiology. 10 (2): 202–203. doi:10.1097/00001648-199903000-00024. JSTOR 3703102. PMID 10069262.